# 심고
심고(心告)는 진리(眞理) 앞에 자신의 참뜻을 고백하는 불교 용어이다. 그 방법은 "천지(天地)·부모(父母)여 하감(下鑑)하소서, 동포(同胞)·법률(法律)이여 응감(應鑑)하소서. 은혜를 입은 저는 진심으로 진리(眞理) 부처님 앞에 고백하나이다"라고 한 다음 즐거운 일을 당하면 감사를 올리고 괴로운 일을 당하면 사죄를 올리며 결정하기 어려운 일을 당할 때는 결정될 심고를 올려 진리에 의지하고 상의하며 힘을 얻으려는 것을 가리킨다.